# أنطونيلا سالفوتشي
أنتونيلا سالفوتشي (من مواليد 18 ديسمبر 1981 في تشيفيتافيكيا) ، هي عارضة أزياء وصحفية وشخصية تلفزيونية وممثلة إيطالية.

## سيرة شخصية
بدأت مسيرتها الفنية كنموذج وتم إثراءها بأدوار مختلفة في الدراما التلفزيونية الناجحة مثل Carabinieri و Il maresciallo Rocca و Distretto di Polizia و Un medico in famiglia 3 و Rex و Era mio fratello و Il bello delle donne 2 و La stagione dei ديليتي ، موانا.
في المجال السينمائي ، لعب أدوارًا قيادية مختلفة مثل فيلم التعليم العاطفي لـ Eugénie من إخراج Aurelio Grimaldi وفي أدوار أخرى مثل The Torturer بواسطة Lamberto Bava ، The Family Friend بواسطة Paolo Sorrentino ، Night of the Sinner بواسطة Alessandro Perrella ، النقطة الحمراء لماركو كارلوتشي ، الغضب من تأليف لويس نيرو والقلنسوة ذات الرداء الأحمر للمخرج جياكومو سيميني.
في مجال التلفزيون ، يقود العمود السينمائي Ciak si gira على قناة الإنترنت Primo Italia Tv ، وجميع إصدارات Fantafestival بأسماء مرموقة مثل موراي أبراهام وروجر كورمان وداريو أرجينتو وجميع إصدارات مهرجان روما السينمائي مع جيانكارلو جيانيني ولينا Wertmüller ، Abel Ferrara ، Willem Dafoe ، على Rai 2 ، تنسيق التلفزيون المخصص للمواهب الجديدة "New Stars Notte" ويستضيف جوائز سينمائية أخرى مرموقة في إيطاليا والخارج.
في عام 2000 سجلت القطعة الموسيقية Fever ، بينما في المجال المسرحي ظهرت لأول مرة في عام 2004 في الكوميديا الموسيقية Vampiri من إخراج Bruno Maccallini وفي عام 2008 لعبت دور البطلة Lara Croft في مسرحية Pulcinella الموسيقية للمخرج Lino Moretti.
- في ديسمبر 2020 ، حصلت على جائزة فنشنزو كروسيتي الدولية.